# 三公
三公（さんこう）は、中国およびその影響を受けた東アジア諸国の前近代の官制において、最高位に位置する3つの官職をいう。
太師・太傅・太保の三公と、司徒・司空・司馬（大司徒・大司空・大司馬）の三公がある。もと、三公は、西周・東周時代に実際にあった官職をもとに、後世の儒学者が整理・敷衍し、あるいは偽作に託して述べたものである。学説をもとに前漢で紀元前1年に制定されてから、改廃を受けつつ長く続いた。

## 学説上の三公

### 官職ではない三公
『書経』の一篇である「湯誥」は、堯の時代に功績があった禹、皋陶、后稷の三人を「三公」と呼んだ。この三公は後世にあまり参照されなかった。彼らは伝説上の人物なので、史実ではない。

### 太保・太傅・太師
後世に影響を残した三公は二つあり、一つは今文尚書に由来する太師・太傅・太保からなる三公である。周の成王が幼いとき、召公（召公奭）が太保、周公（周公旦）が太傅、太公（太公望呂尚）が太師となったとし、これを三公の職だという。それぞれ少保・少傅・少師が補佐についた。『大戴礼記』の「保傅」がこのような三公を記す。『漢書』百官公卿表も基本的にこの説を紹介する。
『書経 （尚書））』「周官」では、少師・少傅・少保をまとめて三孤といい、さらに実務を分担する冢宰・司徒・宗伯・司馬・司寇・司空という六卿があった、と詳しくなる。三孤と六官は同格なので、まとめて九卿といい、三公とあわせて三公九卿と呼ぶ。
「周官」が書く三公の務めは、道を論じ、邦（国）を経し、陰陽を変理することである。『漢書』百官公卿表によれば、天子のそばにあって政治の全体を統べる。常設の官ではなく、ふさわしい人がいる時にだけ任命される。
周では宮廷の庭に槐（）の木が植えられ、三公は政務の際に槐に向かって座す定めであったため、三槐とも雅称される。または、三台星にちなんで三台ともいう。

### 司徒・司馬・司空
もう一つは古文尚書に由来すると言われる司徒・司馬・司空からなる三公である。これらは西周時代に実際にあった官職だが、実務を分担する官で、最高の官ではなかった。それを天子を補佐する最高の官職とする説である。
古文尚書は失われたが、『漢書』百官公卿表が太保・太傅・太師の三公と並べてこの説も紹介する。『漢書』は大司徒・大司馬・大司空からなる前漢末の三公が成立した後の著作だが、その成立以前から司徒・司馬・司空の三公説が流布していたようである。そのため三公を三司ともいうが一般には用いられず、儀同三司の語などにおいて用いる（当該項目参照）。

## 制度上の三公

### 前漢
漢の初めには、丞相または相国が官の全般を統率する最高の官職で、監察・政策立案を司る御史大夫、軍事を司る太尉がそれに次いだ。これを三公というのは、後の儒学者が学説上の三公になぞらえたまででである。このうち兵権を握る太尉は、任命されなかったり、大司馬、大将軍など改称・改編が多かった。
前漢の終わりごろになると、儒教の影響力が強まり、周の時代にならって制度を改めようとする機運が高まった。成帝綏和元年（紀元前8年）、御史大夫に任命されたばかりの何武が、いにしえの制度にならって三公を置くべきだと建言した。職務分担がはっきりせず行政上無益だという反対論もあったが、成帝は4月に御史大夫を大司空と改称し、丞相・大司空・大司馬の俸禄を等しくした。大司空の官名はいにしえのものではないが、既存の獄司空という地方官との混同を避けるため大司空としたという。丞相の改称にも抵抗があったようで、三つの官職の字面はそろっていない。
御史大夫から大司空への改称は、建平2年（紀元前5年）3月に哀帝が元に戻した。しかし、元寿2年（紀元前1年）5月に、哀帝は丞相を大司徒と改め、御史大夫をまた大司空として、ここに大司徒・大司空・大司馬の三公が完成した。
今文学の太傅、太師、太保では、太傅だけが短期間断続的に置かれることがあったが、一人なので三公とは言われなかった。王莽が権力を握った元始元年（西暦1年）に太師、太保、そして少傅を任命し、既にあった太傅とあわせて四輔と呼んだ。地位の高さは太師、太傅、太保、少傅の順である。

### 新
王莽は大司徒・大司空・大司馬の三公を引き継ぎ、他の官職の名を改めて三公九卿の形を整えた。作られた制度は、周ではなく、伝説上の舜帝の制度にならっている。王莽が舜の後裔を自任したことと関係しているとみられる。

### 後漢
後漢を建てた光武帝は、前漢の制度を継承して大司徒・大司馬・大司空を置いたが、建武27年（51年）4月に、儒教の経典にあわせて大司徒と大司空から大の字を除いた。同時に大司馬を太尉と改称した。これにより、司徒・太尉・司空が三公になった。
和帝は三公が承天安民の策を行っていないと叱咤している例や桓帝の太尉である楊秉が三公は故事によれば「統べざる所無き官」であると帝に説明している例から、当時の三公は国政に関する政策全般を統括する官であった。
後漢末に実権を握った曹操が208年に丞相と御史大夫を復活させて自らが丞相に就任した際に三公を廃止してしまった。

### それ以後
魏の成立後には三公が復活していたものの、実権を尚書などに奪われ長老の名誉職と化していたらしく、『魏志』高柔伝には「三公を月二回参内させるほか天下の事件について意見を聴取するよう改めるべき」という上書が引用されている。高柔本人ものちに三公になったが、そのとき73歳であった。やがて三省六部の制が整えられるに及んで三公は完全に名誉職となり、時代によっては再び太師・太傅・太保の3官職が三公とされることもあった。

## 日本
日本では、律令制における太政官の長である太政大臣・左大臣・右大臣のことを指す。のちに右大臣の下に内大臣が置かれると、常任の官ではない太政大臣を外して、左大臣・右大臣・内大臣のことを指す例もあらわれたが、江戸時代に禁中並公家諸法度が制定されると内大臣を含まず太政大臣を含むものと定義付けられた。源実朝の歌集が『金槐和歌集』と称されるのは、彼が三公（三槐）のひとつである右大臣であったことにちなむものである。
ほか、朝鮮半島では、高麗のときに「大衛」「大司徒」「大司空」が設置され、李氏朝鮮では領議政・左議政・右議政の議政府を構成した「三政丞」が三公に該当する。